# Центр исполнительских искусств имени Джона Ф. Кеннеди
Мемориальный центр исполнительских искусств имени Джона Ф. Кеннеди (англ. John F. Kennedy Memorial Center for the Performing Arts) или просто Кеннеди-центр (англ. Kennedy Center) ― культурное учреждение, расположенное на берегу реки Потомак в Вашингтоне. Центр был открыт 8 сентября 1971 года, в память о президенте Джоне Кеннеди.
Здание центра, спроектированное архитектором Эдвардом Дьюрелом Стоуном, состоит из трёх основных помещений: концертного зала (на 2442 места), оперного театра (ок. 2300 мест) и театра Эйзенхауэра (на 1163 места). Первоначально сооружение имело длину 190 метров, ширину 91 метр и высоту 30 метров (в 2019 году оно было расширено).
В Кеннеди-центре базируются и проводят свои мероприятия: Национальный симфонический оркестр США, Американский институт киноискусства, Вашингтонский хор, Национальная опера и Общество исполнительских искусств.

## Галерея

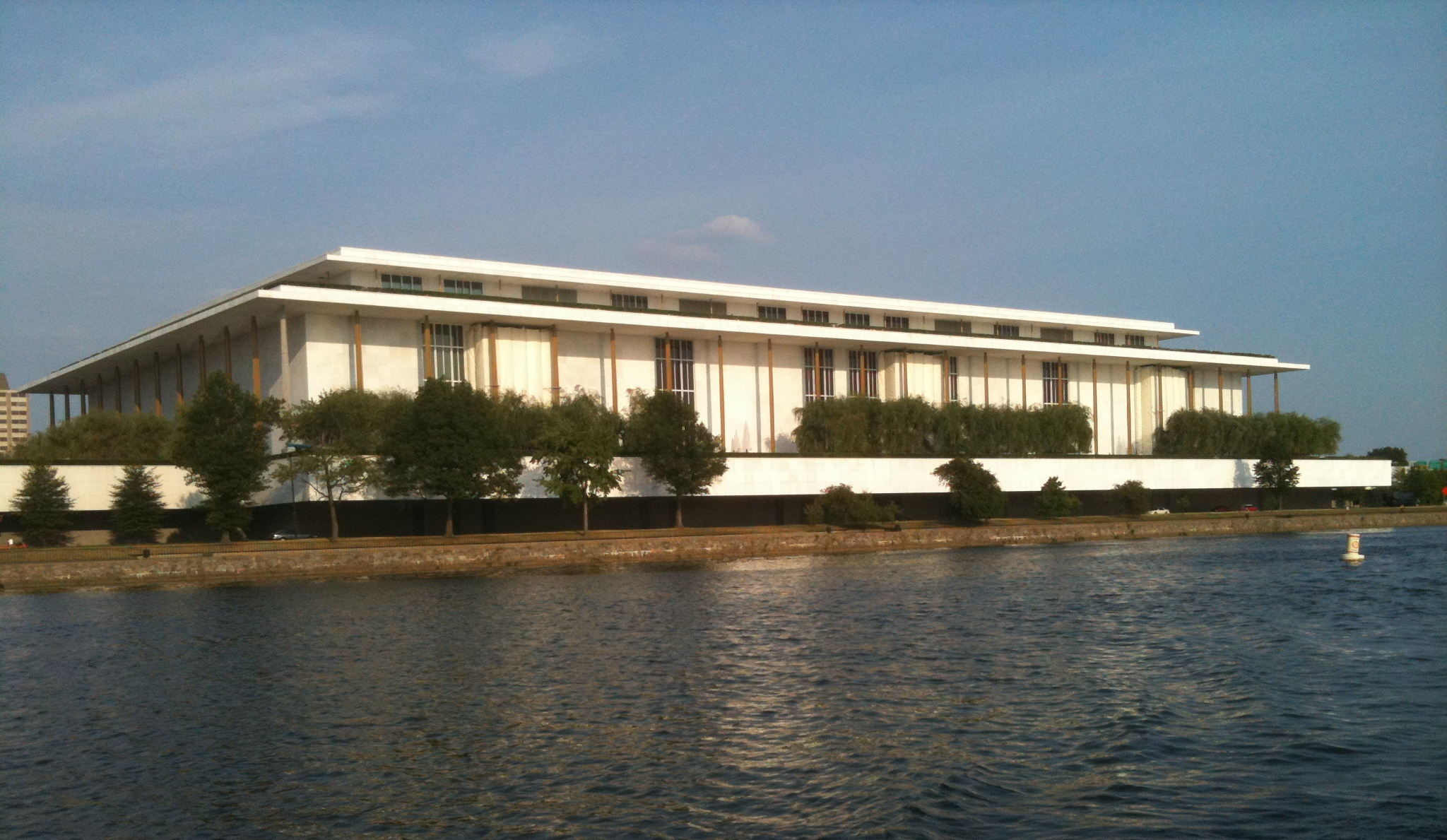
Вид с реки Потомак
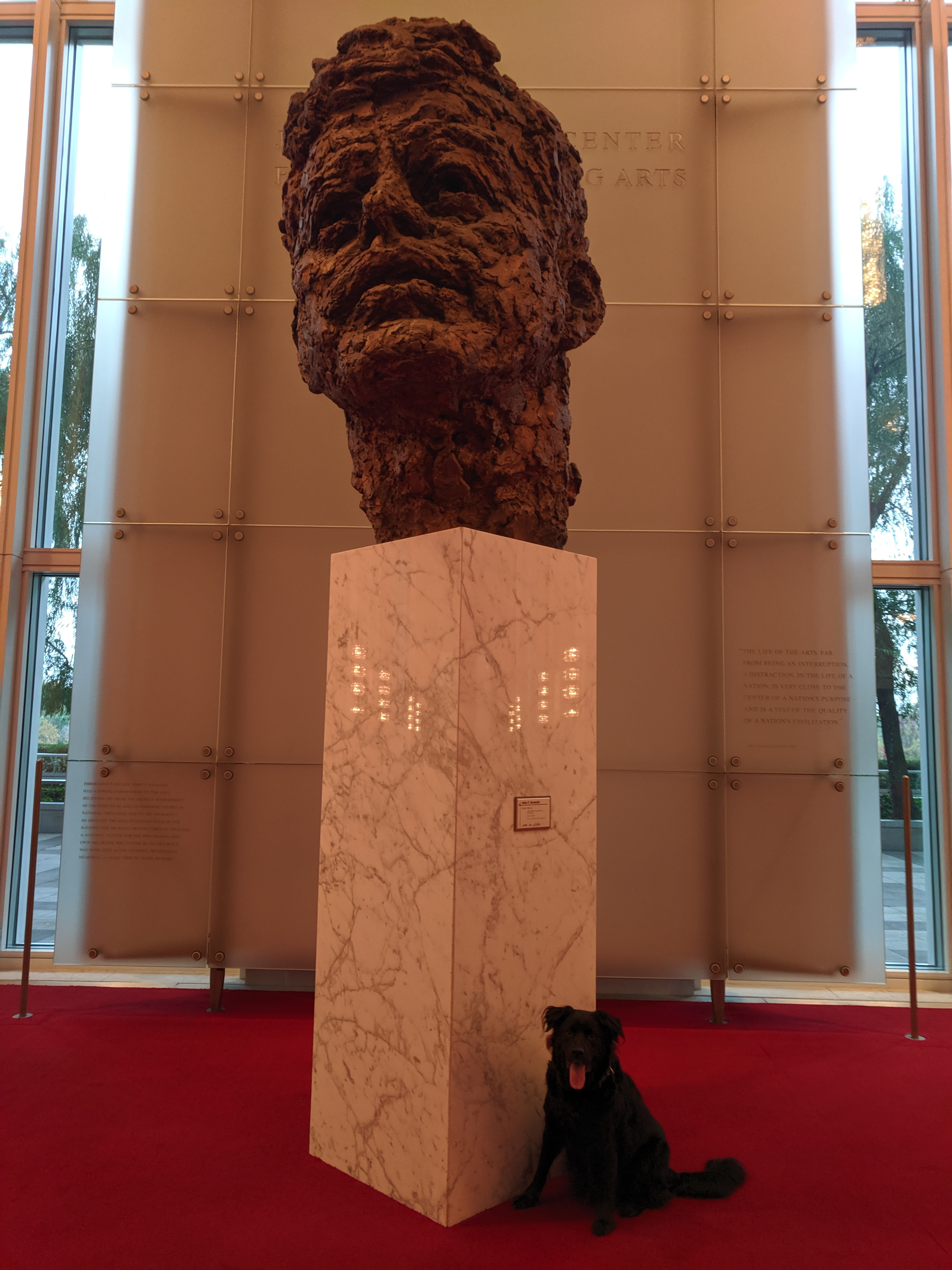
Бюст Кеннеди работы Роберта Беркса
Планировка Кеннеди-центра
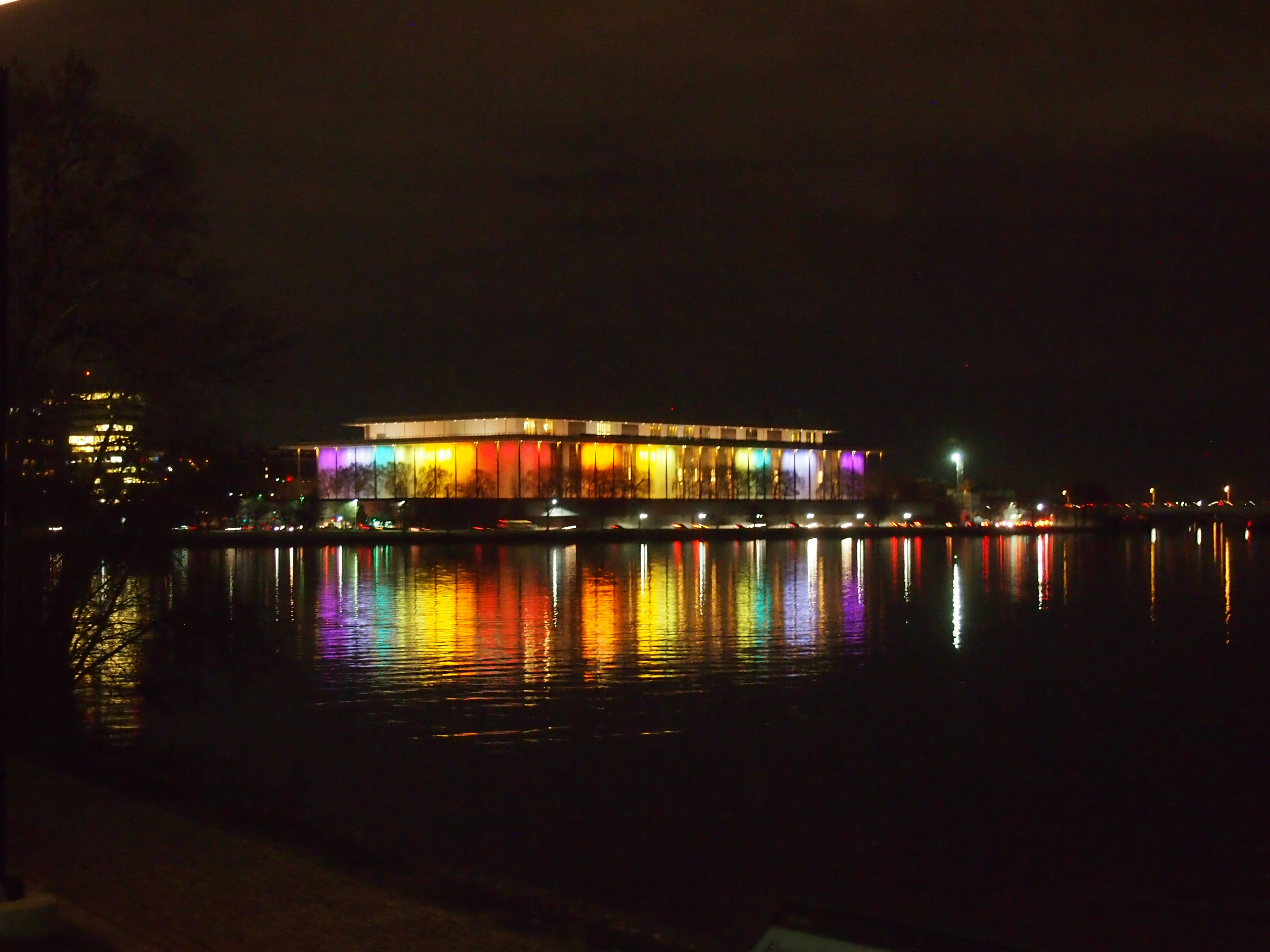
Кеннеди-центр ночью